# Takehiko Kavaniši
Takehiko Kavaniši (japonsko 川西 武彦), japonski nogometaš, * 9. oktober 1938, Hirošima, Japonska.
Za japonsko reprezentanco je odigral 8 uradnih tekem.